# Chea Sim
Chea Sim (15 tháng 11 năm 1932 - 8 tháng 6 năm 2015), sinh ở huyện Romeas Hek, tỉnh Svay Rieng, Campuchia, là một nhà chính trị Campuchia, Chủ tịch Đảng Nhân dân Campuchia.

## Thân thế
Ông là người gốc Hoa, gốc Triều Châu., có tên khai sinh là Tạ Tân (谢辛).

### 1947 - 1978
Chea Sim từng tham gia kháng chiến chống Pháp trong Mặt trận Khmer Issarak từ 1947 đến 1954 và gia nhập Khmer Đỏ từ 1970 chống chế độ Lon Nol.
Cuối năm 1978 ông tham gia thành lập và là Phó Chủ tịch Mặt trận Đoàn kết Dân tộc Cứu nước Campuchia.

### 1978 - 2004
Sau khi chế độ Pol Pot bị sụp đổ năm 1979, ông lên làm Bộ trưởng Nội vụ, thành viên Hội đồng Nhân dân Cách mạng. Nhiều năm ông là ủy viên thường vụ và ủy viên Bộ chính trị Đảng Nhân dân Cách mạng Campuchia, phụ trách an ninh nội bộ của đảng, và Chủ tịch Mặt trận đoàn kết xây dựng và bảo vệ tổ quốc. Ông đã từng là Chủ tịch Quốc hội Campuchia từ năm 1981 đến năm 1998 (từ tháng 6 đến tháng 10 năm 1993 là Phó chủ tịch) và hiện là Chủ tịch Thượng viện Campuchia (từ năm 1999), và từng làm Quyền nguyên thủ quốc gia nhiều lần.
Từ ngày 6 tháng 4 năm 1992 đến 14 tháng 6 năm 1993, ông giữ chức Chủ tịch lâm thời của Hội đồng Nhà nước trước khi Campuchia trở thành một nước quân chủ lập hiến.
Ông đã giữ chức quyền Quốc trưởng thay vua Norodom Sihanouk trong một thời gian ngắn vào năm 1993, 1994, 1995, và 2004. Sau khi vua Sihanouk thông báo thoái vị ngày 7 tháng 10 năm 2004, Chea Sim lại một lần nữa giữ chức quyền quốc trưởng. Ông đã thôi giữ chức này vào ngày 14 tháng 10 năm 2004 khi Norodom Sihamoni lên ngôi vua. Ngày 20 tháng 03 năm 1998 nhận bằng Tiến sĩ danh dự triết học tại Đại học California, Mỹ.
Quốc vương Norodom Sihanouk đã phong cho Chea Sim tước Sâmdech (ngài) vào năm 1993.

### 2005 - 2015
Ông được Quốc vương Norodom Sihamoni thăng hàm Thống tướng cùng đợt với các ông Heng Samrin và Hun Sen ngày 23 tháng 12 năm 2009..
Ông mất ngày 8 tháng 6 năm 2015. Ban tang lễ gồm Heng Samrin (Chủ tịch Quốc hội) làm chủ tịch, ba phó chủ tịch là các ông Hun Sen (thủ tướng), Say Chhum (quyền chủ tịch Thượng viện) và Kong Sam Ol (phó thủ tướng, bộ trưởng Bộ cung điện Hoàng gia). Lễ hỏa táng tổ chức ngày 19 tháng 6 năm 2015 có sự tham gia của quốc vương Campuchia. Ngày này cả nước đều treo cờ rủ và ngừng tất cả các hoạt động vui chơi giải trí công cộng.